# Gran Premio Industria e Artigianato 1996
Il Gran Premio Industria e Artigianato 1996, trentesima edizione della corsa e ventesima con questa denominazione, si svolse il 4 maggio su un percorso di 210 km, con partenza e arrivo a Larciano. Fu vinto dall'italiano Michele Bartoli della MG Boys Maglificio-Technogym davanti ai suoi connazionali Francesco Casagrande e Claudio Chiappucci.

## Ordine d'arrivo (Top 10)
| Pos. | Corridore            | Squadra                      | Tempo    |
| ---- | -------------------- | ---------------------------- | -------- |
| 1    | Michele Bartoli      | MG Boys Maglificio-Technogym | 5h27'00" |
| 2    | Francesco Casagrande | Saeco                        | s.t.     |
| 3    | Claudio Chiappucci   | Carrera-Longoni Sport        | s.t.     |
| 4    | Riccardo Forconi     | Amore & Vita-Galatron        | a 3"     |
| 5    | Stefano Zanini       | Gewiss-Playbus               | s.t.     |
| 6    | Stefano Colagè       | Refin-Mobilvetta             | s.t.     |
| 7    | Fabrizio Bontempi    | Brescialat-Verynet           | s.t.     |
| 8    | Massimo Donati       | Saeco                        | s.t.     |
| 9    | Gianni Faresin       | Panaria-Vinavil              | s.t.     |
| 10   | Gianni Bugno         | MG Boys Maglificio-Technogym | s.t.     |